# Юрік Сейнпаал
Юрік Сейнпаал (нід. Yurick Seinpaal; 12 листопада 1995, Кралендейк, Бонайре) — нідерландський футболіст, який грає на позиції нападника і півзахисника в клубі Бонайре «Атлетіко Фламінго» та збірної Бонайре.

## Клубна кар'єра
У 2013 році Юрік Сейнпаал розпочав виступи в клубі Бонайре «Уругвай», у якому грав до кінця 2014 року. У 2015 році Сейнпаал став гравцем іншого клубу з рідного острова «Реал Рінкон», у складі якого тричі поспіль у сезонах 2016—2017, 2017—2018 та 2018—2019 років ставав чемпіоном Бонайре. З початку сезону 2019—2020 років Юрік Сейнпаал грає у складі клубу «Атлетіко Фламінго».

## Виступи за збірну
У 2013 році Юрік Сейнпаал дебютував у складі збірної Бонайре у товариському матчі зі збірною Суринаму. У складі збірної брав участь у відбіркових матчах Золотого кубку КОНКАКАФ та Ліги націй КОНКАКАФ. Станом на липень 2023 року зіграв у складі збірної 18 матчів, у яких відзначився 6 забитими м'ячами.